# Beef Island
Beef Island is het kleinste bewoonde eiland van de Britse Maagdeneilanden. Terrance B. Lettsome International Airport, het belangrijkste vliegveld van het land, bevindt zich op het eiland. Beef Island is door de Queen Elizabeth II-brug verbonden met het hoofdeiland Tortola. Het eiland ligt ongeveer 10 km ten oosten van de hoofdstad Road Town. Op het eiland bevinden zich de dorpjes Little Mountain en Trellis Bay. De veerboten naar Virgin Gorda en Scrub Island vertrekken van Trellis Bay.

## Geschiedenis
De eerste bewoners van Beef Island waren boekaniers uit Hispaniola die handelden in gerookt rundvlees voor oceaantochten. Het eiland is waarschijnlijk naar het rundvlees (Engels: beef) vernoemd. In 1717 werd Beef Island bezocht door HMS Winchelsea die melding dat er vijf families woonden die aan landbouw deden, en dat er piraten op het eiland waren waaronder Samuel Bellamy.
In 1956 werd de Bellamy Cay Club geopend bij Trellis Bay. De vliegtuigpionier Alan Cobham vond dat het een goede locatie voor een landingsstrook was. Beef Island Airport groeide uiteindelijk uit tot het belangrijkste vliegveld van het land.
Beef Island kon van het hoofdeiland Tortola alleen worden bereikt met een zelfbedieningskabelpont. In 1966 werd een tolbrug gebouwd die door koningin Elizabeth II werd geopend, en naar haar is vernoemd. In 2003 werd de brug vervangen door een nieuwe brug, en in 2004 werd de tol opgeheven.

## Trellis Bay
Het dorp Trellis Bay bevindt zich op vijf minuten loopafstand van het vliegveld. Het heeft een jachthaven, strand en is het vertrekpunt van veerboten naar Virgin Gorda en Scrub Island. Het is bekend van de feesten die bij volle maan en oudejaarsavond worden gegeven.

## Galerij

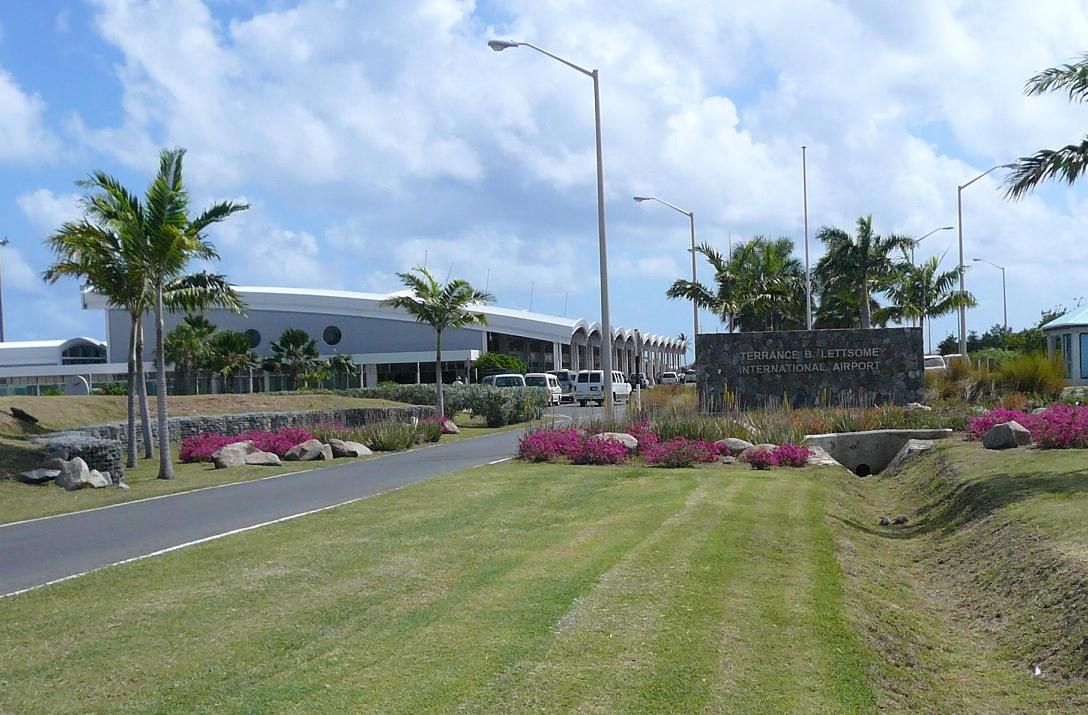
Terrance B. Lettsome International Airport
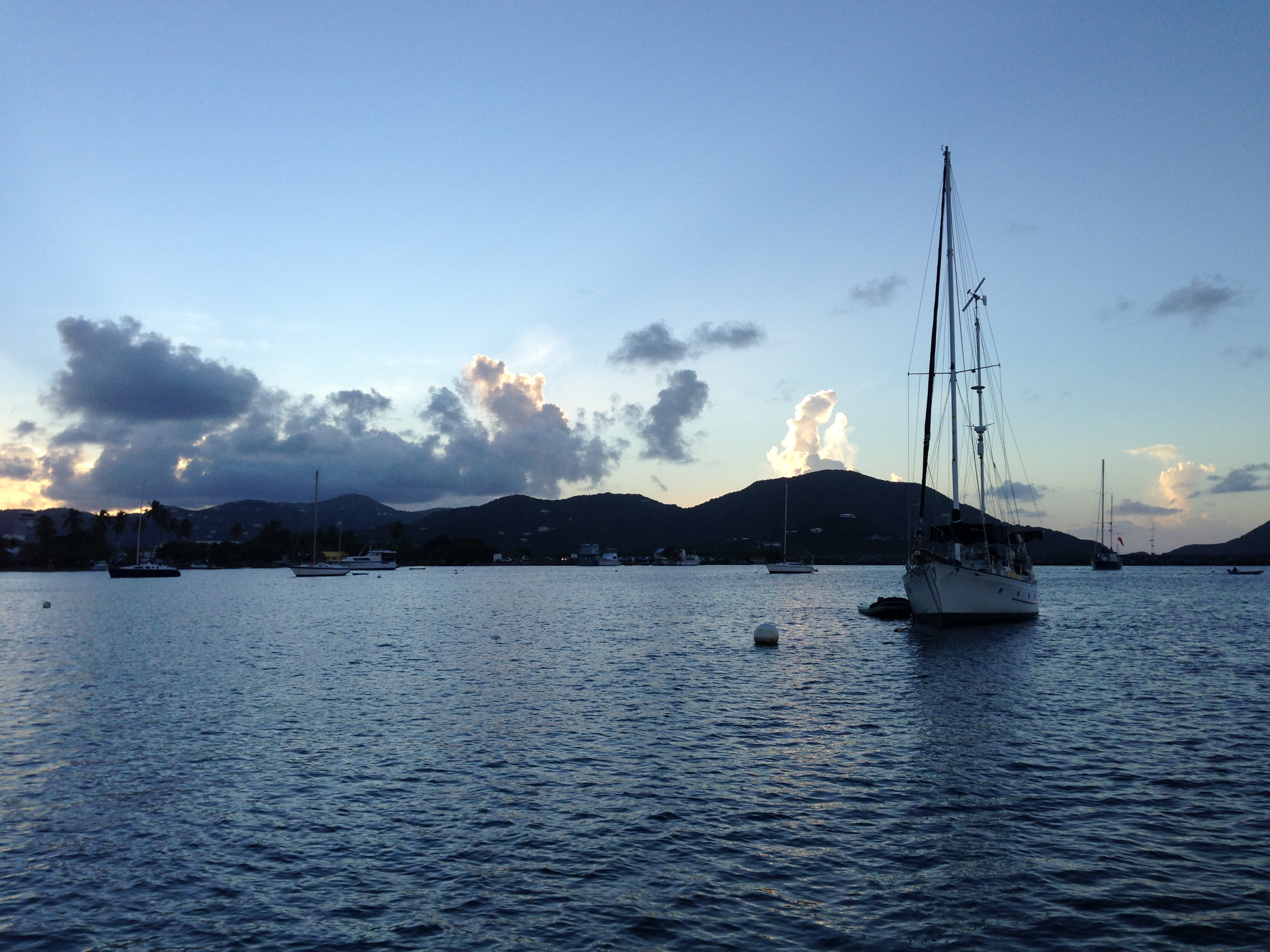
Zee gezien vanaf Trellis Bay
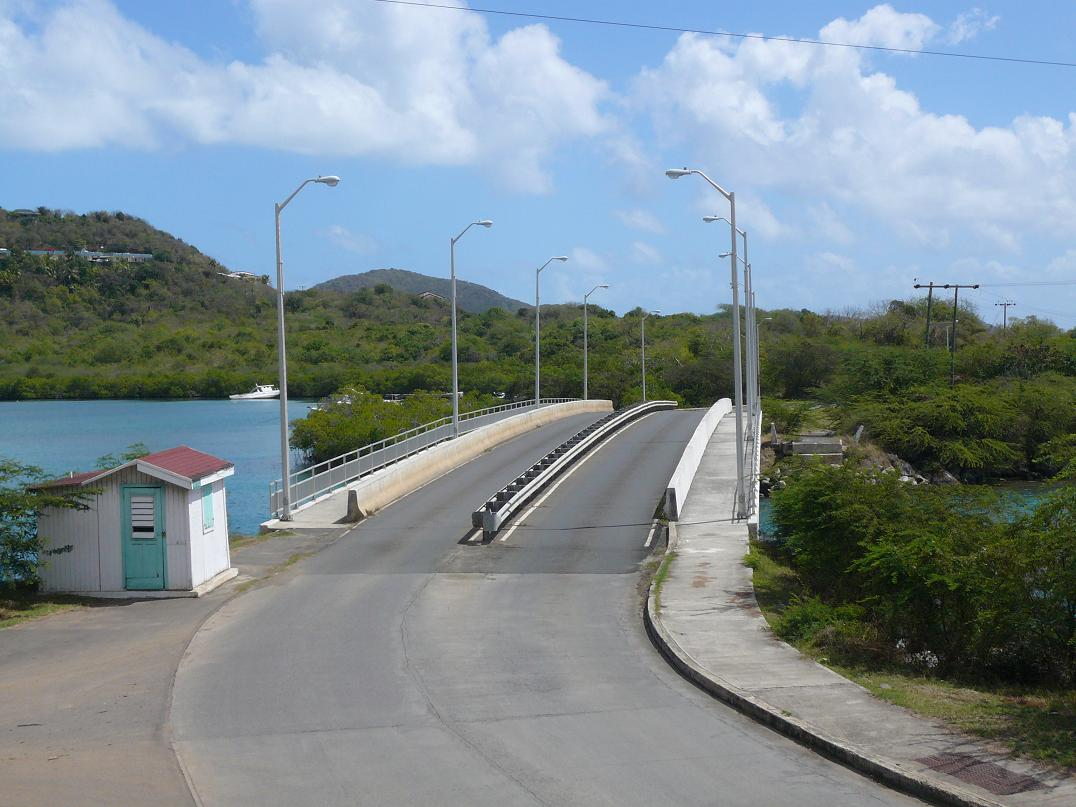
Queen Elizabeth II-brug

Anegada · Beef Island · Cooper Island · Dead Chest Island · Frenchman's Cay · Ginger Island · Jost Van Dyke · Necker Island · Norman Island · Peter Island · Salt Island · Tortola · Virgin Gorda